# Colabata
Colabata é um gênero de mariposa pertencente à família Bombycidae.

## Espécies
- Colabata basifulva Kaye, 1901
- Colabata dora Schaus, 1896
- Colabata eadgara Schaus, 1934
- Colabata ephora Cramer, 1781
- Colabata hezia Druce, 1899
- Colabata illauta Draudt, 1929
- Colabata liliana Schaus, 1900
- Colabata lybia Druce, 1898
- Colabata marginalis Walker, 1856
- Colabata mendozata Dognin, 1923
- Colabata thea Schaus, 1924